# Deuterixys plugarui
Deuterixys plugarui är en stekelart som först beskrevs av Vladimir Ivanovich Tobias 1975.  Deuterixys plugarui ingår i släktet Deuterixys och familjen bracksteklar. Inga underarter finns listade i Catalogue of Life.